# مارية تيريزا هورتا
مارية تيريزا هورتا (بالبرتغالية: Maria Teresa Mascarenhas Horta‏) (20 مايو 1937، لشبونة في البرتغال)؛ كاتِبة، شاعرة وروائية برتغالية. درست في جامعة لشبونة.

## روابط خارجية
- مارية تيريزا هورتا على موقع IMDb (الإنجليزية)
- مارية تيريزا هورتا على موقع ميوزك برينز (الإنجليزية)
- مارية تيريزا هورتا على موقع ديسكوغز (الإنجليزية)